# Филлер, Луис
Луис Филлер (англ. Louis Filler; 27 августа 1911, Дубоссары, Тираспольский уезд, Херсонская губерния — 22 декабря 1998, Остин, Техас) — американский историк-американист.

## Биография
Родился в Дубоссарах в еврейской семье, эмигрировавшей в Америку в 1914 году и поселившейся в Филадельфии. В 1934 году окончил Университет Темпл, в 1941 году прошёл магистратуру и в 1943 году защитил докторскую диссертацию по современной истории США в Колумбийском университете. Работал историком в Американском совете научных обществ (1942—1944), затем научным советником генерал-квартирмейстера США (1944—1946). По программе Фулбрайта стажировался и преподавал в Бристольском университете (1950—1951) и Университете Эрлангена — Нюрнберга (1979—1980).
С 1953 года профессор американской цивилизации в Антиохийском колледже в Йеллоу-Спрингс, штат Огайо (с 1976 года заслуженный профессор американской культуры и обществоведения). 
Основные научные труды по истории разоблачительной журналистики, аболиционизма и других реформистских движений. В 1935 году опубликовал сборник стихов.
Жил в Овиде (штат Мичиган). 

## Семья
Родители — Пит Филлер и Сара Кучер.
Был трижды женат (трое детей от первого брака и четверо от второго брака).

## Книги

### Монографии
- Crusaders for American Liberalism: The Story of the Muckrakers, 1939  (переиздана в 1993 году под названием «The Muckrakers»)
- Randolph Bourne, 1943, 1965
- Laundry and Related Activities of the Quartermaster General, United States Government Printing Office, 1946
- The Crusade Against Slavery, 1830—1860, 1960
- A Dictionary of American Social Reform, 1963, 1970; второе издание — под названием «A Dictionary of American Social Change», 1982
- The Unknown Edwin Markham: His Mystery and Its Significance, 1966
- Muckraking and Progressivism: an Interpretive Bibliography, 1976
- Appointment at Armageddon: Muckraking and Progressivism in American Life, 1976; переиздана в 1996 году под названием «Muckraking and Progressivism in the American Tradition»
- Voice of the Democracy: A Critical Biography of David Graham Phillips: Journalist, Novelist, Progressive, 1978
- Abolition and Social Justice in the Era of Reform, 1972
- Crusade Against Slavery: Friends, Foes, and Reforms 1820—1860, 1986
- Dictionary of American Conservatism, 1987
- Distinguished Shades: Americans Whose Lives Live On, 1992

### Под редакцией Луиса Филлера
- The New Stars: Life and Labor in Old Missouri, Manie Kendley Morgan, 1940
- Mr. Dooley: Now and Foreve, Finley Peter Dunne, 1954
- The Removal of the Cherokee Nation: Manifest Destiny or National Dishonor?, 1962, 1977
- The World of Mr. Dooley, Finley Peter Dunne, 1962
- Late Nineteenth-Century Liberalism: Representative Selections 1880—1900, 1962, 1978
- The Anxious Years — America in the Nineteen Thirties: A Collection of Contemporary Writings, 1963; American Anxieties, 1993
- Horace Mann and Others, Robert L. Straker, 1963
- Democrats and Republicans: Ten Years of the Republic, Harry Thurston Peck, 1964
- A History of the People of the United States, John Bach McMaster, 1964
- The President Speaks: From McKinley to Lyndon Johnson, 1964
- Horace Mann on the Crisis in Education, 1965; испанское издание — 1972
- Wendell Phillips on Civil Rights and Freedom, 1965
- The Ballad of the Gallows-Bird, Edwin Markham, 1967
- Old Wolfville: Chapters from the Fiction of A. H. Lewis, 1968
- Slavery in the United States, 1972, 1998
- Abolition and Social Justice, 1972
- From Populism to Progressivism (anthology), 1978
- A Question of Quality, series: Popularity and Value in Modern Creative Writing и Seasoned Authors for a New Season, 1976—1980
- Vanguards and Followers: Youth in the American Tradition, 1978, 1995
- An Ohio Schoolmistress: the Memoirs of Irene Hardy, 1980
- Contemporaries: Portraits in the Progressive Era, David Graham Phillips, 1981
- The President in the 20th Century, 1983